# フィアレス (映画)
『フィアレス』（原題：Fearless）は、1993年制作のアメリカ合衆国の映画。ピーター・ウィアー監督。
日本でのビデオタイトルは、『フィアレス/恐怖の向こう側』。

## あらすじ
建築家のマックスは大勢の犠牲者を出した飛行機事故に遭遇しながらも、奇跡的に生還した。マックスは、その日から異常にポジティブな人物に生まれ変わった。彼は妙に生き生きとした表情で、死に直面した瞬間に見た不思議な光を追い求めて、往来の激しい車道を突っ切ったり、高いビルに登ったりと、奇行を繰り返す。妻のローラはそんな彼を不安な思いで見守る。
一方、同じ事故で赤ん坊を失ったカーラはショックから立ち直れずにいた。航空会社から派遣されたセラピストのビルによりマックスと接触する事に。最初は頑なだったカーラも、いつしかマックスだけには心を開くようになり、やがて2人に変化が…。 

## キャスト
- マックス・クライン：ジェフ・ブリッジス
- ローラ・クライン：イザベラ・ロッセリーニ
- カーラ・ロドリゴ：ロージー・ペレス
- ブリルスタイン：トム・ハルス
- ビル・パールマン：ジョン・タトゥーロ
- マニー・ロドリゴ：ベニチオ・デル・トロ
- ジョン・デ・ランシー
- ランス・ハワード